# 七四
『七四』（ナナヨン）は、神家正成による日本のミステリ小説。第13回『このミステリーがすごい!』大賞の優秀賞受賞後の第1作。

## ストーリー
完全密室の74式戦車内で、死体が見つかった――自衛隊内の警察組織である警務隊に所属する、女性自衛官の甲斐和美三等陸尉。突然の命令を受けた彼女は、事件の起きた富士駐屯地に急行する。

## 主な登場人物
植木礼三郎
中央警務隊で数々の事件を解決してきたオネエキャラの自衛官。甲斐美和の上司である
甲斐美和
自衛隊内の警察組織である中央警務隊に所属する女性自衛官
坂本孝浩
元自衛官でソフトウェア開発会社の社長